# ألبرت جاي ماير
ألبرت جاي ماير (بالإنجليزية: Albert James Myer) هو ضابط أمريكي، ولد في 20 سبتمبر 1828 في نيوبورغ في الولايات المتحدة، وتوفي في 24 أغسطس 1880 في بوفالو في الولايات المتحدة بسبب التهاب الكلى.